# كريستوفر سانتانا
كريستوفر سانتانا (بالإنجليزية: Christopher Santana)‏ (20 أغسطس 1992 في الولايات المتحدة - ) هو لاعب كرة قدم أمريكي في مركز الوسط. لعب مع Orange County SC ‏ وOrange County Blue Star ‏ وOrange County SC U-23 ‏.

## وصلات خارجية
- كريستوفر سانتانا على موقع قاعدة بيانات كرة القدم.إي يو (الإنجليزية)